# 千倉真理 ミュージックスケッチ
『千倉真理 ミュージックスケッチ』（ちくらまり ミュージックスケッチ）は東北放送（TBCラジオ）で2023年10月8日より毎週日曜日12時から12時55分に放送されている音楽番組である。